# Hamor
Hamor (hebräisch חֲמוֹר Ḥamôr, Eigenname; aber auch „Esel“) ist ein in der Tora bzw. im Alten Testament namentlich erwähnter Mann der Hiwiter und Nachfahre eines Sohnes von Kanaan.

## Die Erzählung in der Bibel
Hamor war ein Großgrundbesitzer – viele Historiker vermuten auch König – in Sichem, einer kleinen Stadt, die auch Jakob auf seinem Weg nach Kanaan passierte. Jakob kaufte von Hamor für 100 Goldstücke ein Feld und begann mit seiner Familie und seinem Stamm dort zu lagern.
Hamors Sohn, der ebenfalls den Namen Sichem trug, begann jedoch Jakobs Tochter Dina zu begehren, und vergewaltigte sie bei der ersten sich bietenden Gelegenheit. Sichem erbat sich daraufhin Dina zur Frau, ein Anliegen, das Hamor mit Jakob besprach. Jakob willigte ein, unter der Voraussetzung, dass all ihre Männer beschnitten werden müssten. Nur durch das äußere Zeichen des Bündnisses mit Gott sei eine Heirat mit den Hiwitern möglich. Hamor willigte ein.
Drei Tage nach der Beschneidung – die Männer litten noch immer an dem dadurch hervorgerufenen Wundfieber – überfielen Simeon und Levi, Jakobs zweit- und drittälteste Söhne, die Stadt und töteten alle Einwohner, darunter auch Hamor.
Auf dem Grundstück, das Jakob von Hamor gekauft hatte, sollte knapp 500 Jahre später, nach dem Auszug der Israeliten aus Ägypten und der Landnahme durch Josua, Jakobs zweitjüngster Sohn Josef seine letzte Ruhestätte finden.

## Rezeption
In der Bibelverfilmung „Die Bibel – Josef“ von 1995 stellte der deutsche Arthur Brauss Hamor dar.